# Лазаар, Ашраф
Ашраф Лазаар (араб. أشرف لزعر‎; род. 22 января 1992, Касабланка, Марокко) — марокканский футболист, игрок клуба «Новара». Выступал за национальную сборную Марокко. Играет на позиции левого защитника, также способен играть на месте левого полузащитника.

## Биография
Лазаар родился в Касабланке. Там он занимался в детской футбольной секции местного клуба «Раджа». В 2003 году Ашраф вместе с родителями переехал на север Италии, в город Варезе. Он продолжил занятия футболом в клубе «Венегоно». В 2007 году Лазаар перешёл в молодёжную команду клуба «Варезе» за 4 тыс. евро. С ней он в 2011 году дошёл до полуфинала Турнира Вияреджо.

### Клубная карьера
Перед началом сезона 2012/2013 Лазаар был переведён в первую команду «Варезе». Его дебют на профессиональном уровне состоялся в 12 августа 2012 года в матче Кубка Италии против «Понтисолы». В том матче он отметился первым забитым голом. 25 августа в матче против «Асколи» Лазаар дебютировал в Серии B. В своём первом сезоне Ашраф в основном выходил на замены, во втором сезоне стал играть в команде более значительную роль. В общей сложности за полтора года в команде он провёл за «Варезе» 37 матчей в Серии B и ещё 5 матчей в Кубке Италии.
В январе 2014 года другой клуб Серии B, «Палермо», взял Лазаара в аренду до конца сезона с правом последующего выкупа. Быстро закрепившись в качестве основного левого защитника команды Лазаар помог «Палермо» финишировать на первом месте в турнирной таблице и выйти в Серию A. Летом 2014 года контракт Лазаара был выкуплен «Палермо». Марокканец остался в основном составе команды и во время выступлений в Серии A. Уже в декабре 2014 года им заинтересовался английский клуб «Кристал Пэлас», но переход не состоялся. Лазаар выступал за «Палермо» на протяжении двух с половиной сезонов, в общей сложности сыграл за команду 76 матчей, в которых забил 3 гола.
Летом 2016 года ряд клубов сделал «Палермо» предложения о покупке Лазаара. Интерес проявляли английские «Вест Хэм Юнайтед», «Саутгемптон», «Кристал Пэлас», «Олимпик Марсель», но главными претендентами, из которых Ашраф и выбирал в итоге, стали «Фиорентина» и «Ньюкасл Юнайтед». Свой выбор Лазаар сделал в пользу «Ньюкасла», несмотря на то, что клуб вылетел из Премьер-лиги, поскольку всегда хотел играть в Англии. Его переход обошёлся английскому клубу, по разным данным от 2 до 3 млн евро. Контракт был заключён сроком на пять лет. Дебют Лазаара в составе Ньюкасла состоялся 20 сентября 2016 года в матче Кубка Англии против «Вулверхэмптон Уондерерс». Марокканец вышел в стартовом составе и отыграл весь матч. В Чемпионшипе он дебютировал 15 октября, сыграв всего 6 минут в матче с «Брентфордом».
В январе 2019 года Лазаар перешел в «Шеффилд Уэнсдей» на правах аренды.

### Выступления за сборную
В 2013 году, подав прошение о получении итальянского гражданства, Лазаар рассматривал возможность выступлений в будущем как за сборную Марокко, так и сборную Италии. Весной 2014 года он согласился выступать за сборную Марокко и дебютировал 23 мая в товарищеском матче со сборной Мозамбика, который завершился победой марокканцев со счётом 4:0.

## Стиль игры
Лазаар играет на левом фланге защиты, может выполнять и функции полузащитника, подключаясь к атакам своей команды. При игре по схеме 3-5-2 он может закрывать весь левый фланг. Лазаар не отличается атлетичным сложением, но имеет хорошую скорость. Он — левша, также неплохо играющий и правой ногой. Главная слабость Ашрафа — игра в завершающей стадии атаки, особенно в штрафной площади соперника. На почти полторы сотни сыгранных за карьеру матчей приходится всего 4 забитых гола.